# Johan Jakobsson (Politiker)
Johan Gustav Vilhelm Jakobsson (* 29. Mai 1970) ist ein schwedischer Politiker der Liberalen (Liberalerna), der seit 2022 Staatssekretär im Amt des Ministerpräsidenten ist.

## Leben
Johan Gustav Vilhelm Jakobsson besuchte von 1986 bis 1989 den sozialwissenschaftlichen Zweig der Obersekundarstufe am Nacka-Gymnasium und begann daraufhin 1989 ein Studium der Fächer Wirtschafts- und Politikwissenschaften an der Universität Stockholm, welches er 1992 beendete. Er war zwischen 1993 und 1994 Vorsitzender des Liberala studentförbundet, der Konföderation der Liberalen Studentenvereinigungen in Stockholm, sowie im Anschluss von 1994 bis 1995 stellvertretender politischer Berater des Vize-Bürgermeisters von Stockholm. Daraufhin war er zwischen 1995 und 1999 als Pressesekretär und Stabschef der damaligen Liberalen Volkspartei (Folkpartiet liberalerna) tätig. Nachdem er von 1999 bis 2001 Leitender Berater von Demoskop AB, einem Beratungsunternehmen für Markt- und Sozialinformationen, tätig war, kehrte er in die Parteizentrale der Folkpartiet liberalerna zurück, und war anfangs zwischen 2001 und 2002 abermals Stabschef.
Als Nachfolger von Johan Pehrson war er anschließend von 2002 bis zu seiner Ablösung durch Helena Dyrssen 2006 Parteisekretär der Liberalen Volkspartei. Diese Funktion verlor er nach der Niederlage seiner Partei bei der Parlamentswahl am 17. September 2006 und arbeitete daraufhin zwischen 2006 und 2009 als Seniorberater und stellvertretender Leiter für das operative Geschäft in Schweden bei Kreab, eine PR-Agentur mit Schwerpunkt auf strategischer Kommunikation. Anschließend war er von 2010 bis 2020 Gründer, Chief Executive Officer (CEO) und Seniorpartner des Beratungsunternehmens Nordic Public Affairs AB. Daraufhin war er zwischen 2020 und 2021 Leiter für Kommunikation und Meinungsbildung bei Svenskt näringsliv, dem Unternehmerverband Schwedens, sowie anschließend 2022 Eigentümer der Beratungsgesellschaft Berat AB. Daneben belegte er 2022 Vorlesungen im Fach Wirtschaftsgeschichte an der Universität Stockholm.
Seit Oktober 2022 ist Jabobsson 2022 Staatssekretär im Amt des Ministerpräsidenten Ulf Kristersson.
Er lebt in Saltsjö-Duvnäs, ist verheiratet und hat vier Kinder.